# 千葉胤宗 (武蔵千葉氏)
千葉 胤宗（ちば たねむね、生年不詳 - 天正2年（1574年））は、戦国時代の武将。武蔵千葉氏第6代当主。第5代当主・千葉胤利（たねとし）の子。 
天正2年（1574年）10月に古河公方足利義氏の宿老簗田持助が北条氏に反旗を翻したため、北条氏に属した胤宗も持助の居城である関宿城攻めに加わったが、討ち死にした。跡取りの男子がなかったため、北条氏からの婿養子である直胤が武蔵千葉氏の家督を継承した。